# Paweł Januszewski

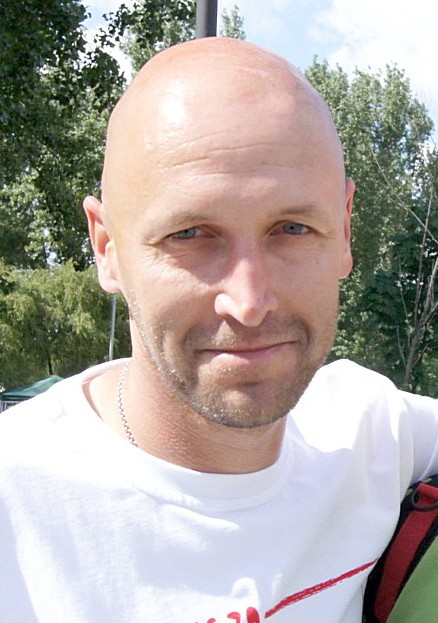
Paweł Januszewski 2012

Paweł Januszewski (* 2. Januar 1972 in Pyrzyce) ist ein ehemaliger polnischer Leichtathlet, der im 400-Meter-Hürdenlauf zur Weltklasse zählte, aber auch mit der polnischen 4-mal-400-Meter-Staffel Endläufe bei internationalen Meisterschaften erreichte.
Bei den Junioreneuropameisterschaften 1991 gewann Januszewski mit der polnischen Staffel die Silbermedaille. Seine ersten großen Meisterschaften im Seniorenbereich waren die Europameisterschaften 1994 in Helsinki, wo er im 400-Meter-Hürdenlauf nach 49,95 s im Halbfinale ausschied. Bei den Weltmeisterschaften 1995 in Göteborg schied er über die Hürden im Vorlauf aus. Mit der polnischen Staffel wurde er im Finale Fünfter. Auch in Atlanta bei den Olympischen Spielen 1996 schied er über die Hürden im Vorlauf aus. Mit der Staffel qualifizierte er sich für das Finale, wurde aber im Finale nicht eingesetzt.
1997 lief er erstmals unter 49 Sekunden. Sein polnischer Landesrekord von 48,94 s reichte im Halbfinale bei den Weltmeisterschaften in Athen allerdings nicht für den Finaleinzug. Im September 1997 verunglückte Januszewski so schwer mit seinem Auto, dass zuerst sein Tod vermeldet wurde. Er überlebte und kehrte im Sommer 1998 auf die Laufbahn zurück. Er gewann sein Halbfinale bei den Europameisterschaften 1998 in Budapest mit einem weiteren Landesrekord von 48,90 s. Im Finale steigerte er sich auf 48,17 s und gewann mit 0,08 Sekunden Vorsprung auf den Russen Ruslan Maschtschenko. Nur Fabrizio Mori als Dritter blieb auch noch unter 49 Sekunden. Die Zeit von 48,17 s sollten Januszewskis Bestleistung bleiben, 2001 verbesserte Marek Plawgo den polnischen Rekord auf 48,16 s.
In 48,64 s gewann Januszewski bei der Universiade 1999 in Palma de Mallorca. Bei den Weltmeisterschaften 1999 in Sevilla lief er in 48,19 s dann nah an seinen Rekord heran, wurde aber nur Fünfter. Während Fabrizio Mori in 47,72 s klar vorne lag, lag Stéphane Diagana als Zweiter nur 0,07 Sekunden vor Januszewski. Im Finale der Olympischen Spiele 2000 in Sydney lief Januszewski in 48,44 s auf Rang sechs, war damit aber vor Mori bester Europäer.
Bei den Weltmeisterschaften 2001 in Edmonton erreichte Januszewski erneut das Finale und wurde Sechster in 48,57 s. 2002 gewann er nach 1995, 1997, 1999 und 2000 seinen fünften polnischen Meistertitel auf der Hürdenstrecke. In München bei den Europameisterschaften 2002 gab es ein ungewöhnliches Finale, da das Feld weit auseinandergezogen war. Diagana wurde mit großem Vorsprung Europameister, dahinter lag der Tscheche Jiří Mužík nur 0,03 Sekunden vor Januszewski, dahinter klaffte wieder eine große Lücke bis zu Mori auf Rang vier.
Mit seiner Körpergröße von 1,78 m und einem Wettkampfgewicht von 68 kg war er für einen Hürdenläufer eher schmächtig.